# プリンス・チャーミング (漫画)
『プリンス・チャーミング』は、高井戸あけみの漫画。コミックスは全3巻が芳文社より刊行された。2007年10月から2008年4月にかけて連載された。

## 特色
- 不良教師・朝比奈は生徒の湯浅に告白され、初めて自覚した自分の性癖にとまどっていた。教師・生徒・親友…恋する気持ちはままならない、学園リリカルラブストーリー。
- BLを題材としている。